# Napier Rock
Der Napier Rock ist ein Klippenfelsen im Archipel der Südlichen Shetlandinseln. Er liegt 2,8 km ostsüdöstlich des Point Thomas in der Admiralty Bay von King George Island.
Das UK Antarctic Place-Names Committee benannte ihn 1960 for Ronald G. Napier (1925–1956) vom Falkland Islands Dependencies Survey (FIDS), der 1955 auf der Station des FIDS auf Signy Island tätig war, dann 1955 die Station in der Admiralty Bay geleitet hatte, bis er am 24. März 1956 bei Dunkelheit durch Kentern seines Dinghy in der Admiralty Bay ertrank.